# USS Grayson (DD-435)
L'USS Grayson (DD-435) est un destroyer de classe Gleaves de la Marine des États-Unis lancé en 1940.